# Bryce Crawford
Bryce Low Crawford Jr.  (* 27. November 1914 in New Orleans; † 16. September 2011 in Arden Hills, Minnesota) war ein US-amerikanischer Chemiker (Physikalische Chemie) und Hochschullehrer an der University of Minnesota.
Crawford wuchs im Bereich San Francisco und in El Paso auf und studierte an der Stanford University mit dem Bachelor-Abschluss 1934, dem Master-Abschluss 1935. 1937 wurde er bei Paul Clifford Cross mit dem Thema The infrared spectrum of hydrogen sulfide promoviert. Als Post-Doktorand war er bei Edgar Bright Wilson in Harvard und danach Instructor in Yale. Ab 1940 war er Assistant Professor und ab 1946 Professor für Physikalische Chemie an der University of Minnesota.
Er befasste sich mit Molekül-Spektroskopie und war 1969 bis 1972 Vorsitzender des Chemical Abstract Komitees der ACS. Im Zweiten Weltkrieg arbeitete er an Raketentreibstoffen.
1950/51 war er als Guggenheim Fellow am Caltech und als Fulbright Fellow in Oxford und 1961 in Japan.
1982 erhielt er die Priestley-Medaille. 1956 wurde er Mitglied der National Academy of Sciences, deren Home Secretary er war, und 1977 der American Academy of Arts and Sciences. Seit 1971 war er Mitglied der American Philosophical Society.